# Хермсдорф (Ерцгебирге)
Хермсдорф (њем. Hermsdorf/Erzgeb.) општина је у њемачкој савезној држави Саксонија. Једно је од 41 општинског средишта округа Зексише Швајц-Остерцгебирге. Према процјени из 2010. у општини је живјело 967 становника. Посједује регионалну шифру (AGS) 14628170.

## Географски и демографски подаци
Хермсдорф се налази у савезној држави Саксонија у округу Зексише Швајц-Остерцгебирге. Општина се налази на надморској висини од 720 метара. Површина општине износи 20,1 km². У самом мјесту је, према процјени из 2010. године, живјело 967 становника. Просјечна густина становништва износи 48 становника/km².